# Liste der Kulturdenkmale in Tremsbüttel
In der Liste der Kulturdenkmale in Tremsbüttel sind alle Kulturdenkmale der schleswig-holsteinischen Gemeinde Tremsbüttel (Kreis Stormarn) aufgelistet (Stand: 10. März 2025).

## Legende
In den Spalten befinden sich folgende Informationen:
- Objekt-ID: die Nummer des Kulturdenkmales
- Lage: die Adresse des Kulturdenkmales und die geographischen Koordinaten. Kartenansicht, um Koordinaten zu setzen. In der Kartenansicht sind Kulturdenkmale ohne Koordinaten mit einem roten Marker dargestellt und können in der Karte gesetzt werden. Kulturdenkmale ohne Bild sind mit einem blauen Marker gekennzeichnet, Kulturdenkmale mit Bild mit einem grünen Marker.
- Offizielle Bezeichnung: Bezeichnung des Kulturdenkmales
- Beschreibung: die Beschreibung des Kulturdenkmales
- Bild: ein Bild des Kulturdenkmales

## Bauliche Anlagen
| Objekt-ID      | Lage                                             | Offizielle Bezeichnung               | Beschreibung | Bild                             |
| -------------- | ------------------------------------------------ | ------------------------------------ | --- | -------------------------------- |
| 33680 Wikidata | Lasbeker Straße 1 (53° 44′ 34″ N, 10° 18′ 40″ O) | sog. Tremsbütteler Kate              | ehem. Altenteilerkate, vor 1776, giebelständiger, eingeschossiger Fachwerkbau in Zweiständerbauweise mit Backsteinausfachung unter Halbwalmdach in Reetdeckung, 1857 Wohnteil massiv ersetzt - Begründung: geschichtlich, städtebaulich, Kulturlandschaft prägend - Schutzumfang: sog. Tremsbütteler Kate, - Denkmaltyp: Bauliche Anlage | Fotos hochladen                  |
| 1231 Wikidata  | Schloßstraße 10 (53° 44′ 38″ N, 10° 18′ 47″ O)   | Hof Tremsbüttel: Herrenhaus von 1895 | Alteintragung (Aktualisierung vorgesehen) - Begründung: Alteintragung (Aktualisierung vorgesehen) - Schutzumfang: Alteintragung (Aktualisierung vorgesehen) - Denkmaltyp: Bauliche Anlage | weitere Fotos \| Fotos hochladen |

## Gründenkmale
| Objekt-ID      | Lage                                           | Offizielle Bezeichnung                     | Beschreibung | Bild                             |
| -------------- | ---------------------------------------------- | ------------------------------------------ | --- | -------------------------------- |
| 2749 Wikidata  | Schloßstraße 10 (53° 44′ 38″ N, 10° 18′ 52″ O) | Hof Tremsbüttel: Landschaftspark           | Alteintragung (Aktualisierung vorgesehen) - Begründung: geschichtlich, künstlerisch, Kulturlandschaft prägend - Schutzumfang: gesamtes Objekt - Denkmaltyp: Gründenkmal | weitere Fotos \| Fotos hochladen |
| 22364 Wikidata | Schloßstraße 10 (53° 44′ 38″ N, 10° 18′ 44″ O) | Hof Tremsbüttel: vierreihige Zufahrtsallee | Alteintragung (Aktualisierung vorgesehen) - Begründung: geschichtlich, Kulturlandschaft prägend - Schutzumfang: gesamtes Objekt - Denkmaltyp: Gründenkmal               | weitere Fotos \| Fotos hochladen |